# Алберезе Скало (Гросето)
Алберезе Скало (итал. Alberese Scalo) је насеље у Италији у округу Гросето, региону Тоскана.
Према процени из 2011. у насељу је живело 6 становника. Насеље се налази на надморској висини од 25 м.